# Orthocladius diversus
Orthocladius diversus är en tvåvingeart som först beskrevs av Wulp 1874.  Orthocladius diversus ingår i släktet Orthocladius och familjen fjädermyggor.
Artens utbredningsområde är Nederländerna. Inga underarter finns listade i Catalogue of Life.